# Ahmose Nefertari
Ahmose Nefertari, auch Iahmose Nefertari oder Ahmes-Nefertari (* um 1562 v. Chr.; † um 1495 v. Chr.) war eine altägyptische Königin der 18. Dynastie und Schwestergemahlin des Pharaos Ahmose I.

## Familie
Die Herkunft von Ahmose Nefertari ist nicht eindeutig geklärt. Mit dem Titel „Tochter einer Großen Königsgemahlin“ gehörte sie wahrscheinlich einer Hauptlinie der Ahmosiden an, war also entweder die Tochter von Seqenenre und Ahhotep I. oder von Kamose und Ahhotep II. Ihr Gatte und Halbbruder war Ahmose I. Als Vollschwester kann sie ausgeschlossen werden, da die Skelette beider Mumien deutliche Unterschiede aufwiesen. Sicher belegt sind drei Söhne und zwei Töchter, wobei die meisten Kinder wohl in einem sehr jungen Alter verstarben. Ahmose Nefertari überlebte ihren Sohn Amenophis I. Sie starb in der Regierungszeit von Thutmosis I. im Alter von etwa 70 Jahren.

## Stellung

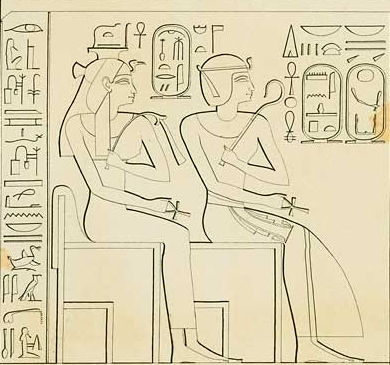
Ahmose Nefertari und Amenophis I.

Königin Ahmose Nefertari führte zahlreiche Titel: Sie war „Königstochter“, „Königsschwester“, „Große königliche Gemahlin“, „Königsmutter“ und „Herrin der beiden Länder“. Unter ihrem Bruder und Gatten Ahmose I. ist erstmals im alten Ägypten ihr Titel „Gottesgemahlin des Amun“ belegt, der vielleicht zur Sicherung der Thronansprüche durch göttliche Abstammung eingeführt wurde, wobei der Reichsgott Amun in der Gestalt des irdischen Gemahls den Thronfolger zeugt. Nachträglich wurde Ahmose Nefertari außerdem das Priesteramt einer „Gotteshand des Amun“ verliehen.
Eine im Tempel von Karnak gefundene Stele berichtet von dem Verkauf ihres hohen Priesteramtes eines „Zweiten Propheten des Amun“ an den Bruder, König Ahmose, wodurch sie in den Besitz von eigenen Ländereien gelangte. Ihr persönlicher Reichtum ermöglichte ihr eine beispiellose Darbietung ritueller Opfer in ganz Ägypten. Hierauf finden sich Hinweise in Abydos, Theben, Serabit el-Chadim und sogar im Sinai.
Ahmose Nefertari überlebte ihren Brudergatten Ahmose I. und übernahm vermutlich für den noch unmündigen Sohn Amenophis I. die Regentschaft. Nach dem Tod von Amenophis I., der ohne Nachkommen war, hatte sie durch ihre überragende Stellung maßgeblichen Einfluss bei der Bestimmung Thutmosis I. als Nachfolger, so dass sich bei dem Dynastiewechsel die Thronfolge ohne Wirren vollzog.

## Darstellungen und Verehrung

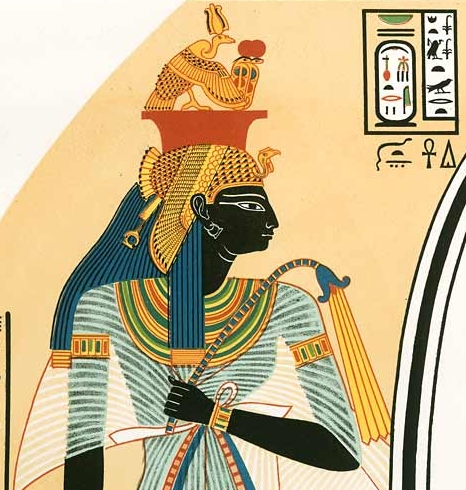
Darstellung der Ahmose Nefertari in Grab TT359

Nach dem Tod der Ahmose Nefertari und Amenophis’ I. wurden beide in der Region von Deir el-Medina als Schutzgottheiten verehrt. Dort lebten die „Diener an der Stätte der Maat“: Handwerker und Künstler, welche die Gräber im Tal der Könige und später auch im Tal der Königinnen, schufen. Hier finden sich in etwa fünfzig Privatgräbern Abbildungen der Königin, die sie als „Herrin des Himmels“ oder „Edle des Westens“ zeigen, und sie somit als Göttin der Wiedergeburt darstellen. Oft wird sie deshalb, wie beispielsweise in Grab TT359, dem Grab des Inihercha, mit schwarzer Hautfarbe dargestellt, die als Symbol für Fruchtbarkeit und Wiedergeburt steht. Darüber hinaus wurde Ahmose Nefertari in ihrem Totentempel in Dra Abu el-Naga von einem eigenen Priesterkollegium kultisch versorgt. Auch in königlichen Kultbauten ist sie als Gottheit dargestellt: in Karnak, wo sie Ramses II. „Leben und Gesundheit“ verheißt, ferner im Ramesseum und in Abydos, sowie im Totentempel Sethos I. in el-Qurna, wo sie auf ihrer Götterbarke am Talfest teilnimmt. Der letzte Beleg, der die göttliche Ahmose Nefertari erwähnt, stammt aus der 21. Dynastie.

## Grabstätte und Mumie
Der Sarg der Ahmose Nefertari befand sich bei seiner Entdeckung in der sogenannten „Cachette von Deir el-Bahari“ (DB/TT320). Grabräuber hatten die Mumie in ihrer früheren, eigentlichen Grabanlage in Dra Abu el-Naga (AN B) beschädigt und ihre rechte Hand abgebrochen, die sie nach Entfernung des Schmucks wieder zurücklegten. Ihr Sarg ist ein monumentaler Rischi-Sarg von fast drei Metern Länge und gehört zu den bedeutendsten Kunstwerken der frühen 18. Dynastie. Er stellt die Königin mit der Federkrone des Reichsgottes Amun dar. Ihre Arme sind über die Brust gekreuzt und halten Anch-Zeichen.
Emil Brugsch wickelte die Mumie der Ahmose Nefertari im September 1885 aus, begrub sie jedoch vorerst auf dem Museumsgelände in Kairo, da die Überreste der Königin unangenehm rochen. Einige Zeit später erfolgte die Untersuchung, bei der festgestellt wurde, dass Ahmose Nefertari im Alter von ungefähr 70 Jahren gestorben war. Dem dünnen Haar waren zum Teil künstliche Zöpfe eingeflochten worden, um es voller erscheinen zu lassen. Die Mumie Ahmose Nefertaris befindet sich heute im Ägyptischen Museum von Kairo.